# مرده‌خیر
مرده‌خیر، روستایی است از توابع بخش ارم در شهرستان دشتستان استان بوشهر ایران.

## جمعیت
این روستا در دهستان دهرود قرار داشته و براساس سرشماری سال ۱۳۸۵ جمعیت آن ۱۷۷نفر (۳۶خانوار) می‌باشد.